# Ernest Miller (directeur de la photographie)
Pour les articles homonymes, voir Ernest Miller et Miller.
Ernest Miller (parfois crédité Ernie Miller) est un directeur de la photographie américain (membre de l'ASC), né Ernest William Miller le 7 mars 1885 à Pasadena (Californie), mort le 23 avril 1957 à Los Angeles (Californie).

## Biographie
Au cinéma, Ernest Miller débute comme chef opérateur sur Made in Heaven de Victor Schertzinger (avec Helene Chadwick), sorti en 1921. Il contribue en tout à environ trois-cent-cinquante films américains (dont des serials), principalement de série B et souvent dans le domaine du western. Ses deux derniers films, sortis en 1954, appartiennent d'ailleurs à ce genre.
Parmi ses films notables, mentionnons les serials La Chevauchée de la gloire de Colbert Clark et Armand Schaefer (libre adaptation du roman Les Trois Mousquetaires d'Alexandre Dumas, 1933, avec Jack Mulhall et John Wayne) et Le Cavalier miracle de B. Reeves Eason et Armand Schaefer (1935, avec Tom Mix et Charles Middleton), Man of Conquest de George Nichols Jr. (1939, avec Richard Dix et Gail Patrick), ou encore deux des premiers films de Samuel Fuller, J'ai tué Jesse James (1949, avec Preston Foster et Barbara Britton) et J'ai vécu l'enfer de Corée (1951, avec Gene Evans et Robert Hutton).
Army Girl de George Nichols Jr. (1938, avec Madge Evans et Preston Foster) lui vaut en 1939 une nomination à l'Oscar de la meilleure photographie.
Pour la télévision, Ernest Miller contribue à trois téléfilms diffusés en 1956, ainsi qu'à cinq séries de 1951 à 1956, dont Gunsmoke (onze épisodes, 1955-1956). 

## Filmographie partielle

### Cinéma
(S = serial)

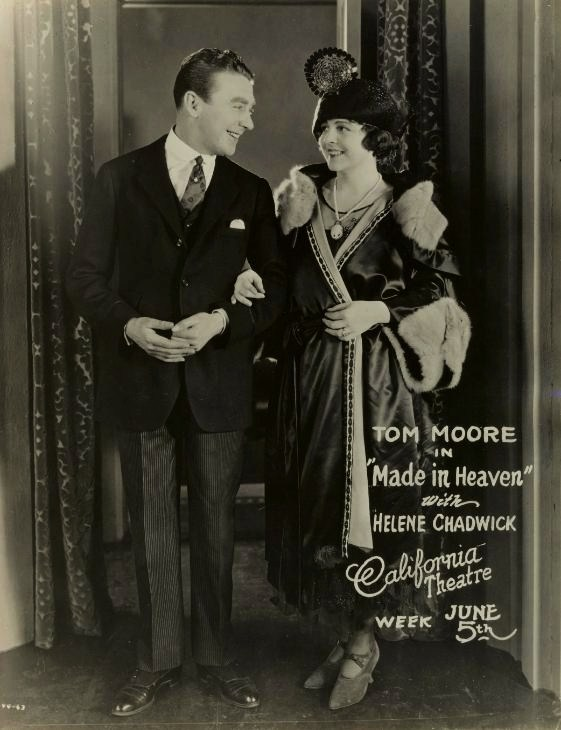
Made in Heaven (1921, photo promotionnelle) :
Tom Moore et Helene Chadwick

- 1921 : Made in Heaven de Victor Schertzinger
- 1922 : The Boss of Camp Four de W. S. Van Dyke
- 1923 : Chastity de Victor Schertzinger
- 1924 : On Probation de Charles Hutchison
- 1925 : Was is Bigamy? de Charles Hutchison
- 1926 : Border Whirlwind de John P. McCarthy
- 1927 : Vedettes par intérim (Ladies at Ease) de Jerome Storm
- 1927 : Driven from Home de James Young
- 1927 : Le Cabaret rouge (The Ladybird) de Walter Lang
- 1928 : Passion sous les tropiques (Tropical Nights) d'Elmer Clifton
- 1928 : Prowlers of the Sea de John G. Adolfi
- 1929 : Molly and Me d'Albert Ray
- 1929 : The Devil's Apple Tree d'Elmer Clifton
- 1930 : Trois de la cavalerie (Troopers Three) de B. Reeves Eason et Norman Taurog
- 1930 : The Love Trader (en) de Joseph Henabery
- 1931 : The Galloping Ghost de B. Reeves Eason (S)
- 1931 : The Lightning Warrior (en) de Benjamin H. Kline et Armand Schaefer (S)

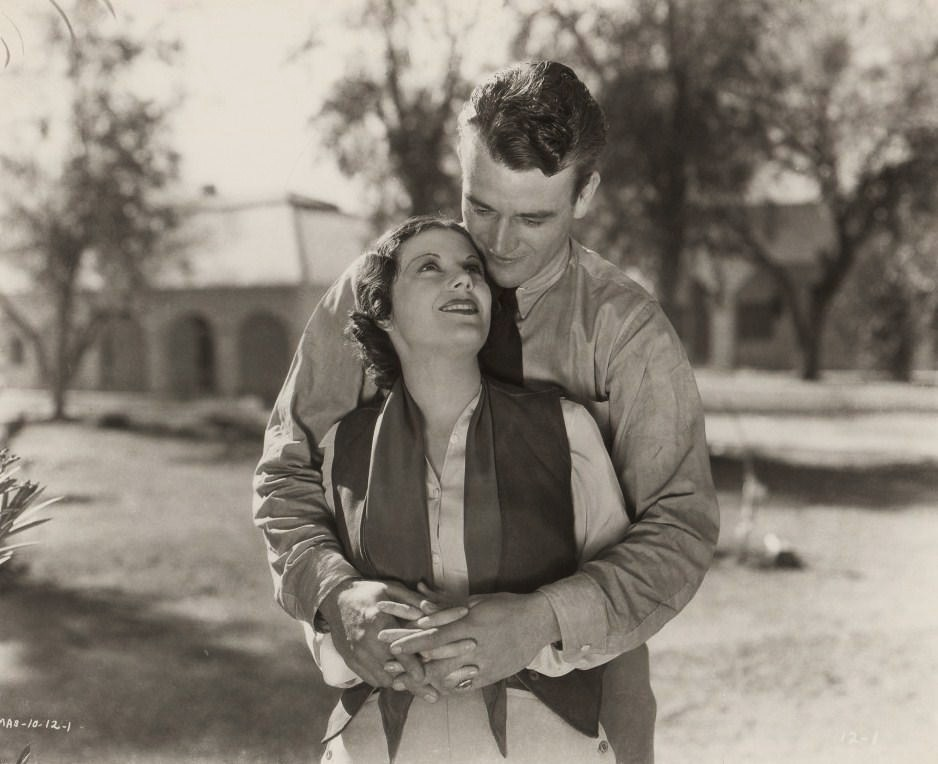
La Chevauchée de la gloire (1933) :
Ruth Hall et John Wayne

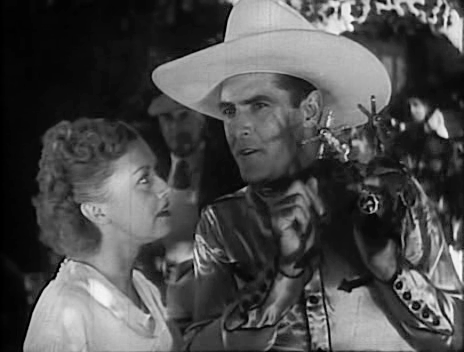
In Old Santa Fe (1934) :
Evalyn Knapp et Ken Maynard

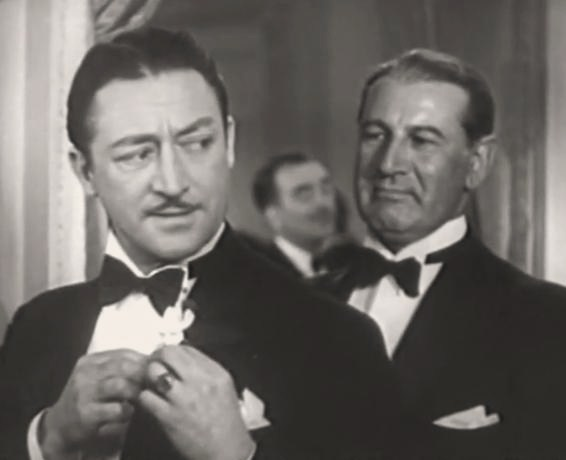
The Headline Woman (1935) :
Theodore von Eltz (à g.) et Morgan Wallace

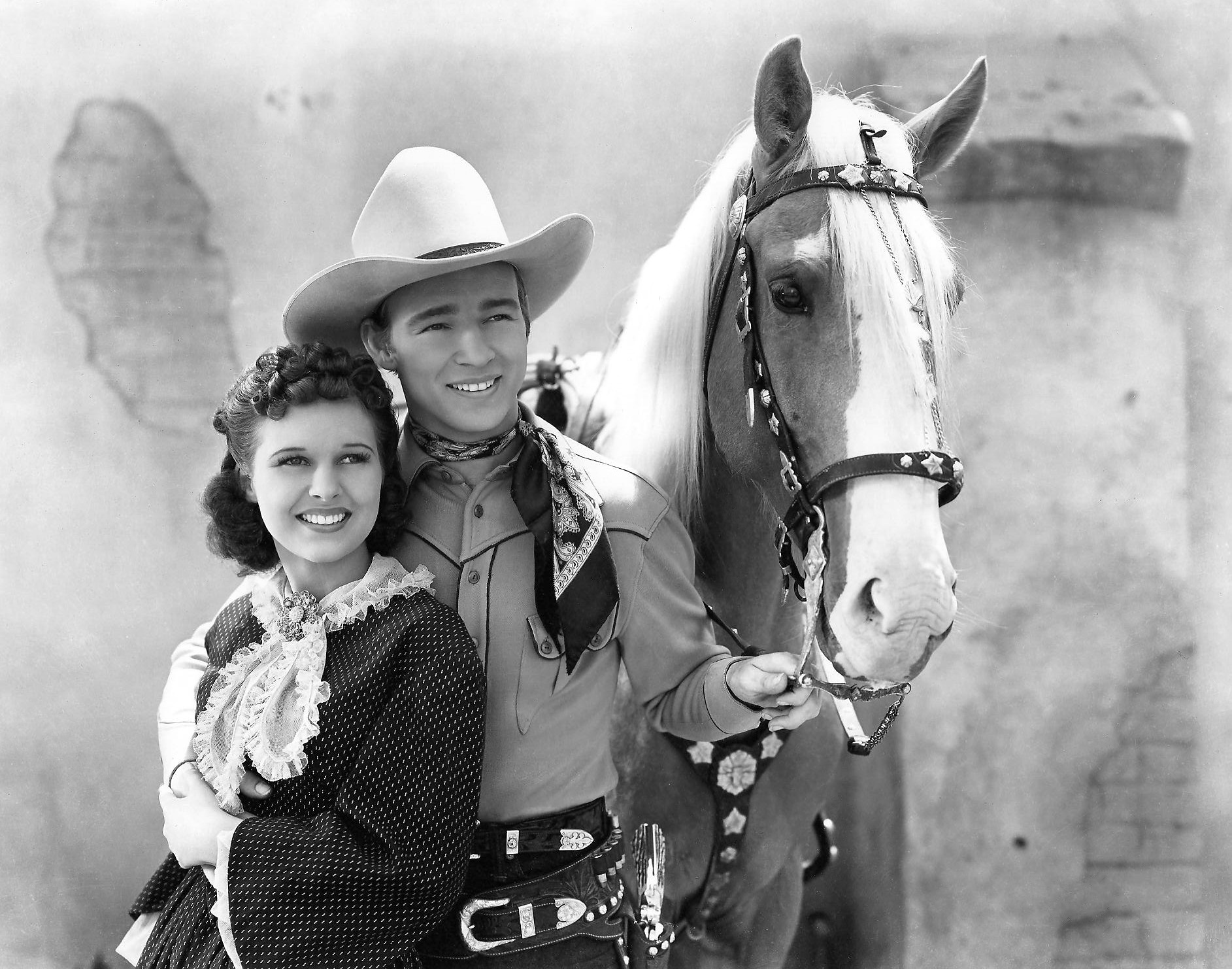
Le Retour de Billy the Kid (1938, photo promotionnelle) : Lynne Roberts et Roy Rogers

- 1932 : Le Dernier des Mohicans (The Last of the Mohicans) de Ford Beebe et B. Reeves Eason (S)
- 1932 : Apache, cheval de la mort (en) (The Devil Horse) d'Otto Brower
- 1932 : Je ne suis pas un lâche (Pride of the Legion) de Ford Beebe
- 1933 : La Chevauchée de la gloire (The Three Musketeers) de Colbert Clark et Armand Schaefer (S)
- 1933 : Laughing at Life de Ford Beebe
- 1933 : The Mystery Squadron de Colbert Clark et David Howard (S)
- 1934 : Twisted Rails d'Albert Herman
- 1934 : Le Démon noir (en) (Law of the Wild) de B. Reeves Eason et Armand Schaefer (S)
- 1934 : In Old Santa Fe de David Howard
- 1934 : Le Mystère du Colorado (en) (Mystery Mountain) d'Otto Brower et B. Reeves Eason (S)
- 1935 : Le Chant du Far West (Tumbling Tumbleweeds) de Joseph Kane
- 1935 : One Frightened Night (en) de Christy Cabanne
- 1935 : Waterfront Lady (en) de Joseph Santley
- 1935 : Le Cavalier miracle (The Miracle Rider) de B. Reeves Eason et Armand Schaefer (S)
- 1935 : The Headline Woman (en) de William Nigh
- 1935 : 1,000 Dollars a Minute d'Aubrey Scotto
- 1935 : La Joyeuse Aventure (Ladies Crave Excitement), de Nick Grinde
- 1935 : L'Empire des fantômes (The Phantom Empire) d'Otto Brower et B. Reeves Eason (S)
- 1936 : Guns and Guitars de Joseph Kane
- 1936 : The President's Mystery de Phil Rosen
- 1936 : A Man Betrayed de John H. Auer
- 1936 : La Maison aux mille bougies (The House of a Thousand Candles) d'Arthur Lubin
- 1936 : Country Gentlemen de Ralph Staub
- 1936 : Hearts in Bondage (en) de Lew Ayres
- 1937 : The Wrong Road (en) de James Cruze
- 1937 : Come On, Cowboys! de Joseph Kane
- 1937 : Sea Racketeeers d'Hamilton MacFadden
- 1937 : Springtime in the Rockies, de Joseph Kane
- 1937 : The Trigger Trio (en) de William Witney
- 1937 : Rhythm in the Clouds de John H. Auer
- 1937 : Meet the Boyfriend (en) de Ralph Staub
- 1937 : All Over Town (en) de James W. Horne
- 1938 : Deux Camarades (Orphans of the Street) de John H. Auer
- 1938 : Alerte au bagne (Prison Nurse) de James Cruze
- 1938 : Army Girl de George Nichols Jr.
- 1938 : The Purple Vigilantes (en) de George Sherman
- 1938 : Le Retour de Billy the Kid (Billy the Kid Returns) de Joseph Kane
- 1938 : Hollywood Stadium Mystery (en) de David Howard
- 1938 : La Loi de la pègre (Gangs of New York) de James Cruze
- 1938 : Tempête sur le Bengale (Storm Over Bengal) de Sidney Salkow
- 1938 : Romance on the Run (en) de Gus Meins
- 1939 : Sous faux pavillon (Calling All Marines) de John H. Auer
- 1939 : La Loi des rancheros (Cowboys from Texas) de George Sherman
- 1939 : In Old Monterey (en) de Joseph Kane
- 1939 : The Kansas Terrors de George Sherman
- 1939 : Man of Conquest de George Nichols Jr.
- 1939 : The Zero Hour de Sidney Salkow
- 1939 : Mademoiselle et son flic (She Married a Cop) de Sidney Salkow
- 1940 : Melody and Moonlight de Joseph Santley
- 1940 : Ghost Valley Raiders de George Sherman
- 1941 : Hurricane Smith de Bernard Vorhaus
- 1941 : Sailors on Leave d'Albert S. Rogell
- 1941 : Citadel of Crime de George Sherman
- 1941 : Doctors Don't Tell de Jacques Tourneur
- 1942 : Raiders on the Range de John English
- 1942 : Arizona Terrors de George Sherman
- 1942 : Judy, espionne improvisée (Joan of Ozark) de Joseph Santley
- 1942 : Youth on Parade d'Albert S. Rogell
- 1943 : Riders of the Rio Grande (en) d'Howard Bretherton
- 1943 : Death Valley Manhunt de John English
- 1943 : The Purple V de George Sherman
- 1944 : Bordertown Trail de Lesley Selander
- 1945 : Secret Agent X-9 (en) de Lewis D. Collins et Ray Taylor (S)
- 1945 : Road to Alcatraz de Nick Grinde
- 1945 : Scotland Yard Investigator (en) de George Blair
- 1946 : Her Adventurous Night de John Rawlins
- 1947 : Ghost Town Renegades de Ray Taylor
- 1948 : The Valiant Hombre de Wallace Fox
- 1948 : The Bold Frontiersman (en)  de Philip Ford
- 1948 : Furie sauvage (en) (The Return of Wildfire) de Ray Taylor
- 1949 : J'ai tué Jesse James (I Shot Jesse James) de Samuel Fuller
- 1949 : The Dalton Gang (en) Ford Beebe
- 1950 : Radar Secret Service (en) de Sam Newfield
- 1950 : J'ai tué Billy le Kid (I Shot Billy the Kid) de William Berke
- 1951 : J'ai vécu l'enfer de Corée (The Steel Helmet) de Samuel Fuller
- 1951 : Alerte aux hors-la-loi (it) (Oklahoma Justice) de Lewis D. Collins
- 1952 : No Holds Barred de William Beaudine
- 1952 : Les Portes de l'enfer ou Vallée ardente (Hellgate) de Charles Marquis Warren
- 1952 : Les Vainqueurs de Corée (Battle Zone) de Lesley Selander
- 1953 : The Homesteaders de Lewis D. Collins

### Séries télévisées
- 1953-1954 : Hopalong Cassidy, saison 2, 26 épisodes
- 1955-1956 : Gunsmoke ou Police des plaines (Gunsmoke ou Marshal Dillon)
  - Saison 1, épisode 1 Matt Gets It (1955), épisode 2 Hot Spell (1955), épisode 3 Word of Honor (1955), épisode 4 Home Surgery (1955), épisode 6 Night Incident (1955), épisode 9 The Hunter (1955), épisode 10 The Queue (1955), épisode 12 Magnus (1955), épisode 14 Professor Lute Bone (1956), épisode 18 Yorky (1956) et épisode 21 Helping Hand (1956), tous réalisés par Charles Marquis Warren

## Distinction
- 1939 : nomination à l'Oscar de la meilleure photographie, pour Army Girl (partagée avec Harry J. Wild).